# Clonaria graminis
Clonaria graminis är en insektsart som först beskrevs av Sjöstedt 1909.  Clonaria graminis ingår i släktet Clonaria och familjen Diapheromeridae. Inga underarter finns listade i Catalogue of Life.